# شبتين
شبتين هي قرية فلسطينية تقع غرب مدينة رام الله على بعد 25 كم منها، وتبعد عن البحر المتوسط حوالي 30.2 كم. يحيط بها العديد من القرى الفلسطينية، مثل شقبا، نعلين، دير أبو مشعل، جمالا، وعابود، ما يجعلها جزءًا من النسيج الجغرافي والاجتماعي لمحافظة رام الله والبيرة. قبل عام 1948، كانت شبتين تتبع قضاء الرملة، إلا أنها أصبحت جزءًا من قضاء رام الله والبيرة بعد الاحتلال الإسرائيلي عام 1948.

## تاريخها
تم العثور على قطع فخارية من العصر الفارسي، الفارسي، الهلنستي، الروماني المتأخر، البيزنطي الأموي، العباسي. أشار الحزب الاشتراكي العمالي إلى وجود "آثار أنقاض" هنا. في عهد الصليبيين، كانت المنطقة معقلاً للصليبيين، وكان مركزها حول عبود. تم التعرف على بقايا منزل من العصر الصليبي في وسط القرية. كما تم العثور فيها على قطع فخارية من العصر المملوكي، بالإضافة إلى كنز من 45 عملة ذهبية مملوكية.

### العصر العثماني
تأسست القرية الحالية في القرن الثامن عشر أو في أوائل القرن التاسع عشر. عُثر فيها على قطع فخارية من العصر العثماني المبكر. في أربعينيات القرن التاسع عشر، انخرطت القرية في صراع بين قيس واليمن، وتعرضت للنهب في إحدى المرات.
في عام 1870، لاحظ فيكتور جورين القرية على سفوح أحد التلال في المسافة.  أظهرت قائمة القرى العثمانية الصادرة في نفس العام، 1870، أن قرية شبتين بها 16 منزلاً ويبلغ عدد سكانها 42 نسمة، على الرغم من أن تعداد السكان شمل الرجال فقط. في عام 1882، وصف مسح فلسطين الغربية الذي أجرته مؤسسة أبحاث فلسطين قرية "شبتين" بأنها: "قرية صغيرة في وادٍ، وبها بئر إلى الشرق. ويبدو أنها موقع قديم، وتحتوي على مقابر منحوتة في الصخر جنوبها".

### عصر الانتداب البريطاني
في تعداد فلسطين عام 1922، الذي أجرته سلطات الانتداب البريطاني، بلغ عدد سكان شبطين 63 نسمة، جميعهم مسلمون، وارتفع في تعداد عام 1931 إلى 110 نسمة، جميعهم مسلمون، في 20 منزلاً. في إحصائيات عام 1945 بلغ عدد سكان القرية 150 مسلمًا، ومساحتها 4423 دونمًا، وفقًا لمسح رسمي للأراضي والسكان. من هذه المساحة، تم استخدام 27 دونمًا للمزارع والأراضي القابلة للري، و1158 دونمًا للحبوب، بينما كانت 7 دونمات من الأراضي المبنية (الحضرية).

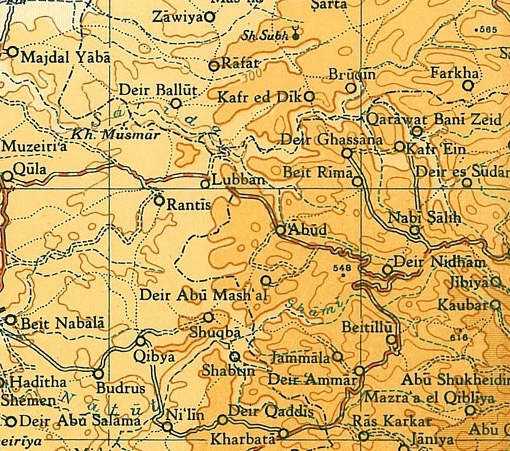
شبتين 1945
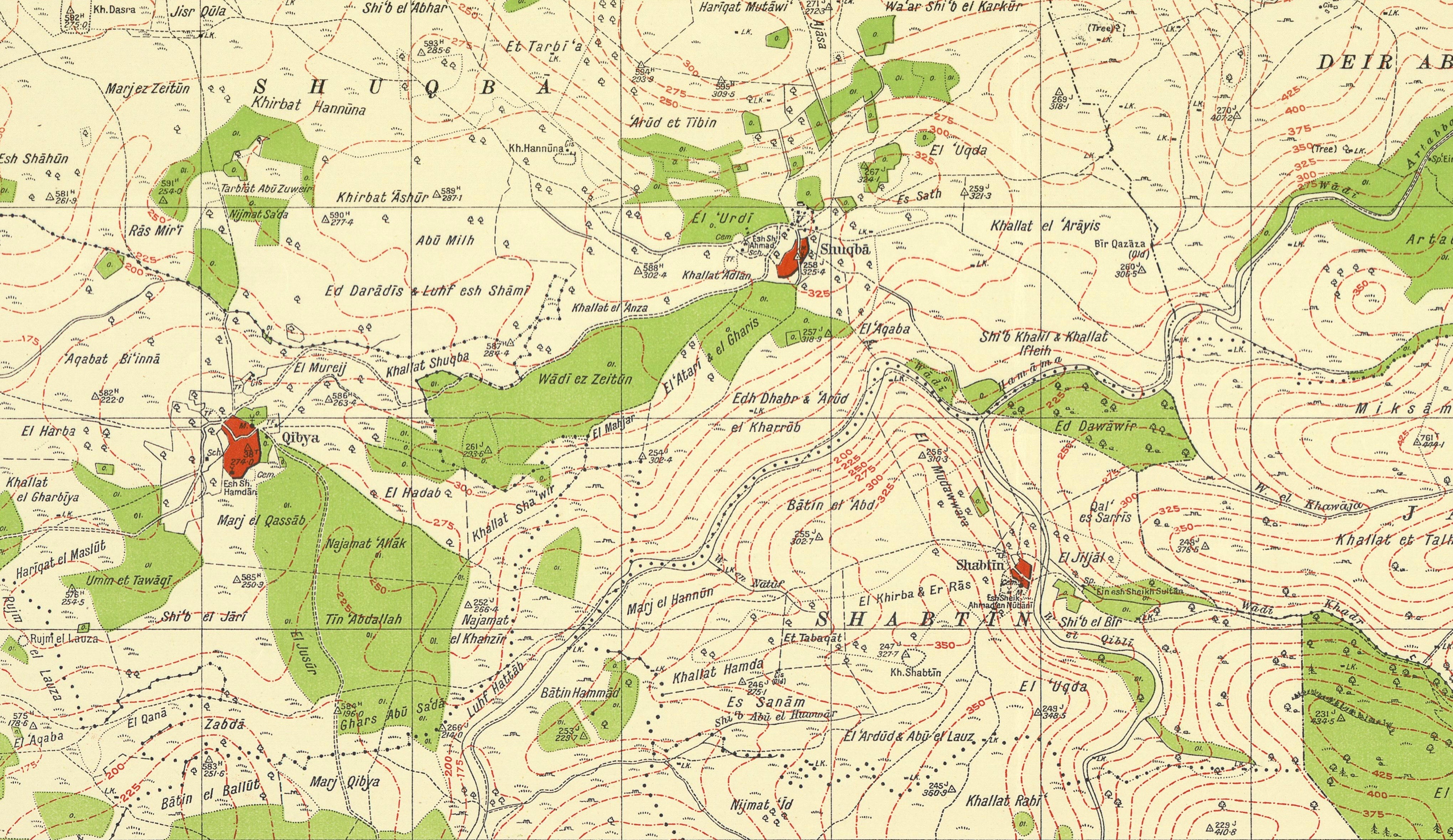
شبتين 1944

### العصر الأردني
في أعقاب نكبة عام 1948، أصبحت القرية تحت الحكم الأردني. وجد تعداد السكان الأردني لعام 1961 أن عدد السكان بلغ 232 نسمة.

### ما بعد عام 1967
خلال حرب الأيام الستة عام 1967، وقعت القرية تحت الاحتلال الإسرائيلي. بعد اتفاقيات عام 1995، تم تصنيف 7.2% من أراضي شبتين كمنطقة ب، والباقي 92.8% كمنطقة ج. صادرت إسرائيل 1781 دونمًا من أراضي شبتين من أجل بناء مستوطنتين نيلي ونعاليه.

## السكان
شهدت شبتين زيادة ملحوظة في عدد السكان عبر العقود. ففي عام 1922، بلغ عدد سكانها 63 نسمة، وارتفع إلى 110 نسمة عام 1931، ثم إلى 150 نسمة عام 1945. استمر النمو ليصل إلى 232 نسمة عام 1961، ثم إلى 620 نسمة عام 1997، حتى بلغ حوالي 1000 نسمة في عام 2007. كما أن هناك عددًا كبيرًا من أبناء شبتين يقيمون في المهجر، وخصوصًا في الأردن، حيث يقدر عددهم بحوالي 1500 نسمة.

## النشاط الزراعي
يعتمد سكان القرية على الزراعة كمصدر دخل رئيسي، حيث تزرع الحبوب، البقوليات، وبعض الخضروات. كما تشتهر بزراعة أشجار الزيتون والتين، مع وجود بعض أشجار اللوز بكميات قليلة. كما تعتمد القرية في مياهها على بئر شبتين، وهو مصدر رئيسي للمياه، ليس فقط لسكان القرية، بل أيضًا لقرى مجاورة مثل دير قديس، شقبا، وقبية.